# Ixodes ventalloi
Ixodes ventalloi este o specie de căpușe din genul Ixodes, familia Ixodidae, descrisă de Gil Collado în anul 1936.
Este endemică în Portugal. Conform Catalogue of Life specia Ixodes ventalloi nu are subspecii cunoscute.